# Philornis querula
Philornis querula är en tvåvingeart som beskrevs av Carroll William Dodge och Aitken 1968. Philornis querula ingår i släktet Philornis och familjen husflugor. Inga underarter finns listade i Catalogue of Life.